# Чад на Африканских играх
Чад принимает участие в Африканских играх с 1965 года (не участвовали в Играх 1973, 1991, 1995, 1999, 2003, 2007 годов).
Спортсмены Чада завоевали в сумме 9 медалей, из них 1 золотую, в командном медальном зачёте Чад занимает 42-е место.

## Медальный зачёт
| Год   | Золото         | Серебро        | Бронза         | Всего          | Место          |
| 1965  | 0              | 0              | 3              | 3              | 16             |
| 1973  | не участвовали | не участвовали | не участвовали | не участвовали | не участвовали |
| 1978  | 1              | 0              | 0              | 1              | 14             |
| 1987  | 0              | 0              | 1              | 1              | 21             |
| 1991  | не участвовали | не участвовали | не участвовали | не участвовали | не участвовали |
| 1995  | не участвовали | не участвовали | не участвовали | не участвовали | не участвовали |
| 1999  | не участвовали | не участвовали | не участвовали | не участвовали | не участвовали |
| 2003  | не участвовали | не участвовали | не участвовали | не участвовали | не участвовали |
| 2007  | не участвовали | не участвовали | не участвовали | не участвовали | не участвовали |
| 2011  | 0              | 0              | 0              | 0              | —              |
| 2015  | 0              | 0              | 0              | 0              | —              |
| 2019  | 0              | 0              | 4              | 4              | 36             |
| Всего | 1              | 0              | 8              | 9              | 42             |